# Teorema coardelor concurente

În geometria euclidiană teorema coardelor concurente sau doar teorema coardelor este o afirmație din geometria elementară care descrie o relație a celor patru segmente de dreaptă create de două coarde care se intersectează în interiorul unui cerc. Ea spune că produsele lungimilor segmentelor de pe fiecare coardă sunt egale. Aceasta este propoziția nr. 35 din Cartea a III-a a Elementelor lui Euclid.
Mai exact, pentru două coarde AC și BD care se intersectează într-un punct, S, este valabilă următoarea egalitate:
{\displaystyle |AS|\cdot |SC|=|BS|\cdot |SD|}
Teorema reciprocă este și ea adevărată: dacă pentru două segmente AC și BD care se intersectează în S, ecuația de mai sus este valabilă, atunci cele patru puncte finale ale acestora, A, B; C și D se află pe un cerc comun. Sau, cu alte cuvinte, dacă diagonalele unui patrulater ABCD se intersectează în S și îndeplinesc ecuația de mai sus, atunci acesta este un patrulater inscriptibil.
Valoarea celor două produse din teorema coardelor depinde doar de distanța punctului de intersecție S de centrul cercului și se numește valoarea absolută a puterii punctului S față de cerc⁠(d). Mai exact, se poate afirma că:
{\displaystyle |AS|\cdot |SC|=|BS|\cdot |SD|=r^{2}-d^{2}}
unde r este raza cercului, iar d este distanța dintre centrul cercului și punctul de intersecție, S. Această proprietate decurge direct din aplicarea teoremei coardelor la o a treia coardă, care trece prin S și centrul cercului M (v. figura de alături).
Teorema poate fi demonstrată folosind triunghiuri asemenea (comparând unghiurile înscrise). Se iau în considerare unghiurile triunghiurilor ASD și BSC:
{\displaystyle \angle ADS=\angle BCS\quad } (unghi înscris, subîntins arcului AB)
{\displaystyle \angle DAS=\angle CBS\quad } (unghi înscris, subîntins arcului CD)
{\displaystyle \angle ASD=\angle BSC\quad } (unghiuri opuse)
Asta înseamnă că triunghiurile ASD și BSC sunt asemenea, prin urmare
{\displaystyle {\frac {AS}{SD}}={\frac {BS}{SC}}\Leftrightarrow |AS|\cdot |SC|=|BS|\cdot |SD|}
Alături de teorema tangentei și a secantei și teorema secantelor concurente, teorema coardelor concurente prezintă unul dintre cele trei cazuri de bază ale unei teoreme mai generale despre două drepte care se intersectează și un cerc, teorema puterii punctului față de cerc.